# Московский государственный вечерний металлургический институт
Московский государственный вечерний металлургический институт — существовавшее в период с 1930 по 2013 год высшее учебное заведение, в котором студенты получали высшее образование только по очно-заочной (вечерней) форме обучения.
С начала основания назывался Московский завод-втуз «Серп и молот». В период с 1939 по 1995 годы институт именовался как «Московский вечерний металлургический институт», с 1995 по 2013 именовался «Московский государственный вечерний металлургический институт».
В 2013 году в ходе реорганизации вошёл в состав Металлургического факультета Московского государственного машиностроительного университета (МАМИ).

## История
Организован в 1930 году при Московском металлургическом заводе «Серп и молот». В титульных списках втузов Народного Комиссариата тяжёлой промышленности на 1933 год институт значится как Московский завод-втуз «Серп и молот».
В январе 1931 года начался набор на курсы по подготовке к поступлению в институт, а в июле успешно окончившие курсы стали студентами.
21 декабря 1935 года в Государственной квалификационной комиссии, возглавляемой известным учёным — металлургом и крупным организатором промышленности профессором К. П. Григоровичем, состоялась первая защита двух дипломных проектов мастерами прокатного цеха завода «Серп и молот».
В довоенные годы институт закончили около 250 человек. Многие из них получили направления на различные металлургические предприятия страны.
В трудные военные годы институт продолжал подготовку специалистов без отрыва от производства для народного хозяйства, а в металлургической, литейной и механической лабораториях производились заготовки для мин и снарядов.
В послевоенные годы, вплоть до 1949 года, выпуски были небольшими — по 16-35 человек в год.
С начала шестидесятых годов происходит быстрое увеличение числа студентов и подготавливаемых специалистов. Максимальное число закончивших институт было в 1974 году — 536 человек. В шестидесятые и семидесятые годы институт интенсивно развивается. На многих промышленных предприятиях и организациях Москвы были открыты отделения института.
В 1981 году институт за заслуги в подготовке квалифицированных специалистов для народного хозяйства и развитие научных исследований награждён орденом Трудового Красного Знамени.
Перед реорганизацией, в 2012 году, в институте работали 130 штатных преподавателей, в том числе 29 докторов наук, профессоров (22 %) и 74 кандидатов наук, доцентов (57 %).

## Преподавательский состав
Сафрай Владимир Моисеевич (09.11.1940-30.04.2022) - профессор кафедры высшей математики, кандидат физико-математических наук, доцент
- Яглом, Исаак Моисеевич — профессор математики (с 1968 по 1974)
- Богоявленский, Сергей Константинович (1907—1986) — кандидат технических наук, доцент
- Кохан, Лев Соломонович (1966—2013) — доктор технических наук, профессор.
- Дудин Владимир Иосифович